# إسماعيل أحمد (لاعب كرة قدم مواليد 1983)
محمد إسماعيل أحمد إسماعيل المعروف باسم إسماعيل أحمد (مواليد 7 يوليو 1983) هو لاعب كرة قدم إماراتي لعب سابقاً مع العين في دوري الخليج العربي كمدافع. مثّل منتخب الإمارات العربية المتحدة لكرة القدم.

## روابط خارجية
- محمد إسماعيل أحمد إسماعيل على موقع ناشيونال فوتبول تيمز (الإنجليزية)
- محمد إسماعيل أحمد إسماعيل على موقع Soccerway.com (الإنجليزية)
- محمد إسماعيل أحمد إسماعيل على موقع عالم كرة القدم.نت (الإنجليزية)